# Juan José Borrelli
Juan José Borrelli (ur. 8 listopada 1970 w San Isidro) – argentyński piłkarz występujący na pozycji pomocnika.

## Kariera klubowa
Borrelli zawodową karierę rozpoczynał w 1990 roku w klubie River Plate. W 1991 roku zdobył z nim mistrzostwo fazy Apertura. W tym samym roku trafił do greckiego Panathinaikosu. Jego barwy reprezentował przez 6 lat. W tym czasie zdobył z nim 2 mistrzostwa Grecji (1995, 1996) oraz 3 Puchary Grecji (1993, 1994, 1995).
Na początku 1997 roku Borrelli odszedł do hiszpańskiego Realu Oviedo. W Primera División zadebiutował 19 stycznia 1997 roku w wygranym 3:0 pojedynku z Valencią. 25 maja 1997 roku w zremisowanym 1:1 spotkaniu z CD Logroñés strzelił swojego jedynego gola w Primera División. W Realu spędził pół roku.
W połowie 1997 roku Borrelli wrócił do River Plate. W tym samym roku zdobył z nim mistrzostwo fazy Apertura. W 1998 roku przeszedł do San Lorenzo de Almagro. Jego barwy reprezentował przez 2 lata. Następnie grał w Tigre, urugwajskim Deportivo Maldonado oraz greckim Akratitosie, gdzie w 2002 roku zakończył karierę.

## Kariera reprezentacyjna
W reprezentacji Argentyny Borrelli zadebiutował w 1995 roku. W tym samym roku został powołany do kadry na Copa América. Na tamtym turnieju nie zagrał jednak w żadnym meczu, a Argentyna odpadła z niego w ćwierćfinale. W latach 1995–1997 w drużynie narodowej rozegrał w sumie 6 spotkań.